# Requiem pour un espion
Pour plus de détails, voir Fiche technique et Distribution.
Requiem pour un espion (titre original : The Groundstar Conspiracy) est un film d'espionnage américano-canadien réalisé par Lamont Johnson et sorti en 1972.

## Synopsis
Un centre de recherches spatiales est saboté et la sécurité militaire retrouve le coupable, mais le blesse gravement lors de son arrestation. Conséquence de ses blessures : le saboteur dit avoir perdu la mémoire. L'enquêteur Tuxan est chargé de découvrir son identité ainsi que celle de ses commanditaires. Tuxan va devoir démêler un écheveau des plus complexes avec, à la clé, d'inattendues et de stupéfiantes révélations. 

## Fiche technique
- Titre : Requiem pour un espion
- Titre original : The Groundstar Conspiracy (titres de travail : The Alien et The Plastic Man)
- Réalisation : Lamont Johnson
- Scénario : Douglas Heyes d'après le roman de L. P. Davies, The Alien (1968)
- Musique : Paul Hoffert
- Photographie : Michael Reed
- Son : John W. Gusselle
- Montage : Eward M. Abroms
- Décors : Cameron Porteous, John Stark
- Costumes : Ilse Richter
- Pays de production :  Canada,  États-Unis
- Tournage : 
  - Langue : anglais
  - Période : 2 août à fin septembre 1971
  - Intérieurs : Panorama Studios (Vancouver, Canada)
  - Extérieurs : Université Simon Fraser[1] de Burnaby, District régional du Grand Vancouver (Colombie-Britannique, Canada)
- Producteurs : Hal Roach Jr., Trevor Wallace
- Sociétés de production : Hal Roach Studios (États-Unis), Universal Pictures (États-Unis)
- Société de distribution : Universal Pictures
- Format : couleur par Technicolor — 35 mm — 2:35:1 Panavision — monophonique
- Genre : film d'espionnage
- Durée : 103 minutes
- Dates de sortie : 
  - États-Unis : 21 juin 1972
  - France : 1er octobre 1972

## Distribution
- George Peppard (VF : Jean-Claude Michel) : Tuxan
- Michael Sarrazin : John Davis Welles/Peter Bellamy
- Christine Belford (VF : Arlette Thomas) : Nicole Devon
- Cliff Potts (VF : Michel Le Royer) : Carl Mosely
- James Olson (VF : Raymond Loyer) : le sénateur Stanton
- Tim O'Connor (VF : Gérard Férat) : Frank Gossage
- James McEachin (VF : Bachir Touré) : Bender
- Alan Oppenheimer (VF : Yves Massard) : le général Hackett
- Roger Dressler : Charlie Kitchen
- Hagen Beggs (VF : Michel Gudin) : Dr. Hager

## DVD
Le film est sorti sur le support DVD en France :
- Requiem pour un espion (Boitier DVD-9 Keep Case sous fourreau cartonné) sorti le 21 mai 2019 édité et distribué par ESC Editions. Le ratio écran est en 1.77:1 panoramique 16:9 (recadrage vidéo différent du ratio d'origine 2.35:1). L'audio est en Français et Anglais 2.0 mono avec présence de sous-titres français. La pellicule est issue d'un nouveau master haute définition. En bonus les bandes annonces de l'éditeur ainsi qu'un documentaire sur le film. Il s'agit d'une édition Zone 2 Pal[2].